# Barbenheimer
Barbenheimer, noto anche come Oppenbarbie, Barbieheimer, e Boppenheimer, è una parola macedonia con cui ci si riferisce ad un fenomeno culturale dovuto alla distribuzione cinematografica simultanea di due film blockbuster: Barbie di Warner Bros. Pictures e Oppenheimer di Universal Pictures, avvenuta il 21 luglio 2023 negli Stati Uniti e in svariati altri Paesi del mondo.
Il forte contrasto in termini di tematiche e contenuti tra Barbie, una commedia fantasy diretta da Greta Gerwig sulla fashion doll Barbie, ed Oppenheimer, un thriller epico biografico diretto da Christopher Nolan sul fisico J. Robert Oppenheimer, direttore scientifico del progetto Manhattan, che portò alla realizzazione delle prime bombe atomiche, ha suscitato una comica risposta dagli utenti di Internet, tra meme e merchandise. Polygon ha descritto i due film come agli antipodi, mentre Variety ha definito il fenomeno come "l'evento dell'anno".

## Storia
Con l'avvicinarsi della data di uscita dei due film, la discussione si è concentrata sull'opportunità di guardare i film come doppio spettacolo, nonché sull'ordine in cui guardarli, invece di generare una rivalità. I membri del cast di entrambi hanno risposto incoraggiando il pubblico a guardare i due film lo stesso giorno. Tra le celebrità ad aver seguito tale consiglio ci sono stati l'attore Tom Cruise, che ha acquistato i biglietti per guardarli entrambi mentre l'ultimo film da lui interpretato, Mission: Impossible - Dead Reckoning - Parte uno, era ancora nelle sale, così come il regista Quentin Tarantino.
Entrambi i film hanno ricevuto ampi consensi dalla critica e hanno superato le aspettative al botteghino. Il loro weekend di apertura congiunto è stato il quarto più grande incasso del botteghino statunitense nella storia del cinema. Sebbene il fenomeno sia iniziato come uno scherzo sulle differenze apparentemente infinite tra i due film, alcuni commentatori dei media hanno sostenuto la presenza di somiglianze tra loro; entrambi i film sono stati analizzati come esploratori dell'esistenzialismo e della nozione teorica dell'antropocene, ambedue hanno un regista e sceneggiatore candidati agli Oscar e un cast numeroso, ed entrambi sono stati prodotti da una società di produzione composta da marito e moglie.

### Visione come doppio spettacolo
Molte personalità di Hollywood e utenti di Internet hanno visto i film come un doppio spettacolo, con un dibattito sull'ordine di visione che fa parte del meme. Margot Robbie, che interpreta il personaggio principale di Barbie, ha suggerito di guardare quest'ultimo, poi Oppenheimer e poi ancora Barbie. L'attrice di Barbie Presidentessa nel film Barbie, Issa Rae, ha detto che "Se vedi Oppenheimer per ultimo, allora potresti essere un po' psicopatico". Lo scrittore di CNN Entertainment Scottie Andrew ha consigliato di guardare prima Oppenheimer e poi Barbie, paragonandolo a "conservare il dessert per il dopocena".

## Nella cultura di massa
Nell'agosto 2023 Full Moon Features ha annunciato la produzione di un film basato sul fenomeno, la cui distribuzione era prevista per dicembre 2023 da Amazon Prime Video. Il 6 novembre il The Hollywood Reporter ha rivelato che la produzione del film è ufficiale, la regia è affidata a Charles Band, le riprese verranno svolte nel 2024.